# Хопі (мова)
Хопі (самоназва Hopílavayi) — мова, що належить до юто-ацтецької сім'ї. Нею розмовляє народ хопі (група пуебло) в Північно-східній частині штату Аризона, США. Щоправда, станом на початок 21 ст. частина цього народу є англійськими монолінгвами.
Вживання мови поступово скоротилося протягом 20 століття. За оцінками 1990 року, понад 5 тис. осіб могли розмовляти мовою хопі як рідною (приблизно 75 % усіх хопі), при чому принаймні 40 із них були хопі монолінгвами. Дослідження 1998 року з вибіркою 200 хопі показало, що серед літніх людей (понад 60 років) 100 % могли вільно розмовляти цією мовою, тоді як серед молодших цей показник падав чим меншим був вік групи: 84 % для 40-59-річних, 50 % для 20-39-річних і 5 % для 2-19-річних. Попри скорочення кількості носіїв білінгвістична освітня програма Аризони підтримує мови хопі і навахо: діти цих народів вивчають свої мови як перші.